# Кфар-Врадим
Кфар-Врадим (ивр. כְּפַר וְרָדִים‎, В переводе на русский Деревня Роз) — населённый пункт (в статусе местного совета) на севере Израиля.

## География
Расположен к югу от города Маалот-Таршиха и около 14 километров к югу от границы с Ливаном, самая короткая воздушная линия до ливанской границы составляет 9 километров 80 метров от Кфар-Вардим на северо-восток. Кфар-Врадим близок к таким крупных городам, как Нагария (20 км) и Кармиэль (16 километров). Кфар-Врадим был создан в сентябре 1984 года. Его основатель, Стеф Вертхаймер, стремился создать современный город на лоне природы.
Кфар-Врадим образовался как посёлок из 50—100 семей, и на первых порах не было электричества и водопровода. Первые семьи были в основном специалистами промышленного предприятия ISCAR, успешно развивающегося завода, принадлежащего Стефу Вертхаймеру. 

## Население
По данным Центрального статистического бюро Израиля, население на начало 2020 года составляло 5 486 человек.

## Климат
Кфар-Врадим находится на высоте 550—620 метров над уровнем моря, обеспечивая относительно сухой и средиземноморский климат. Пик температуры в Кфар-Врадим летом обычно достигают около 38 °C, в то время как в январе и феврале температура может опускаться до −2 °C. Средняя температура колеблется от 10 до 15°С зимой и 28-32°С летом. Осадки в основном в период с октября по март, и в основном это ливневые дожди и град.

## Транспорт
Кфар-Врадим граничит с Маалот-Таршиха и деревней Янух, и соединён с северной частью Израиля дорогой 854. Дорога 8721 проходит через город, связывая его с Янух. Автобусы отправляются из Кфар-Врадим ежедневно в Маалот (линии 82,12,35,43), Кармиэль (линия 12), Нагария (линия 43) и Акко (линия 35).

## Образование
В Кфар-Врадим есть начальная школа «Кешет» и школа для младших классов средней школы «Амирим». Кроме того, есть несколько детских садов. Средняя школа в настоящее время строится.
Так же есть частная школа Тефен.